# Djinn Carrénard
Djinn Carrénard est un réalisateur haïtien né à Port-au-Prince en 1981, sous le nom de Jean-Loup Carrenard.

## Biographie
De son nom de naissance Jean-Loup Carrénard, Djinn Carrénard quitte Haïti pour le Togo en 1992, avant de s'installer en Guyane en 1996. Il entreprend des études de philosophie à Paris en 1998, études qu'il abandonne en licence pour se consacrer au cinéma. Il fonde le collectif Diaph1kat avec Aïssatou Baldé en 2004 : dans le cadre de cette structure, il tourne des courts métrages, des clips vidéo, ainsi qu'un documentaire sur les foyers de migrants maliens.
Après un séjour de trois mois à New York en 2008, il réalise avec un budget de 150 euros son premier long métrage, sans producteur et sans l'aide du CNC : Donoma, présenté comme un « film-guérilla » et le « film le moins cher du cinéma » suscite de nombreuses réactions positives de la critique, les Cahiers du cinéma par exemple estimant que ce film « rebat les cartes du cinéma français et propose une nouvelle donne ». Il réalise l'exploit avec son équipe de remplir les 2 800 places du cinéma le Grand Rex en trois semaines de promotion sans budget. 
En avril 2012, il commence le tournage de son second long métrage, intitulé Faire l'amour, mais l'arrête après quelques jours à la suite de désaccords avec le producteur. Il reprend les droits de production et reprend le tournage quelques mois plus tard en totale indépendance. Il co-signe ce film avec Salomé Blechmans avec qui il est au cadrage, à la direction d'acteur et au montage. Le film raconte une histoire d'amour entre un musicien et une mère célibataire incarcérée, avec la rappeuse M.A DONN et le rappeur Despo Rutti dans les rôles principaux. Faire l'Amour (ou FLA) est sélectionné en ouverture de la sélection Semaine de la critique en 2014.

## Filmographie

### Courts métrages
- 2004 : Courts en impro
- 2005 : De C à D
- 2007 : Le Nègre joyeux
- 2008 : Comme d'habitude
- 2009 : White Girl in her Panty

### Clips
- 2007 : NYC Streets
- 2007 : Femmes Femmes
- 2007 : Serious Business
- 2008 : Bad Girl Trilogy

### Longs métrages
- 2011 : Donoma
- 2014 : FLA (Faire L'Amour)

## Récompense
- 2011 : Prix Louis-Delluc du premier film